# Luigi Valenti Serini
Luigi Valenti Serini (Castelnuovo Berardenga, ... – Siena, 5 marzo 1912) è stato un politico italiano.

## Biografia

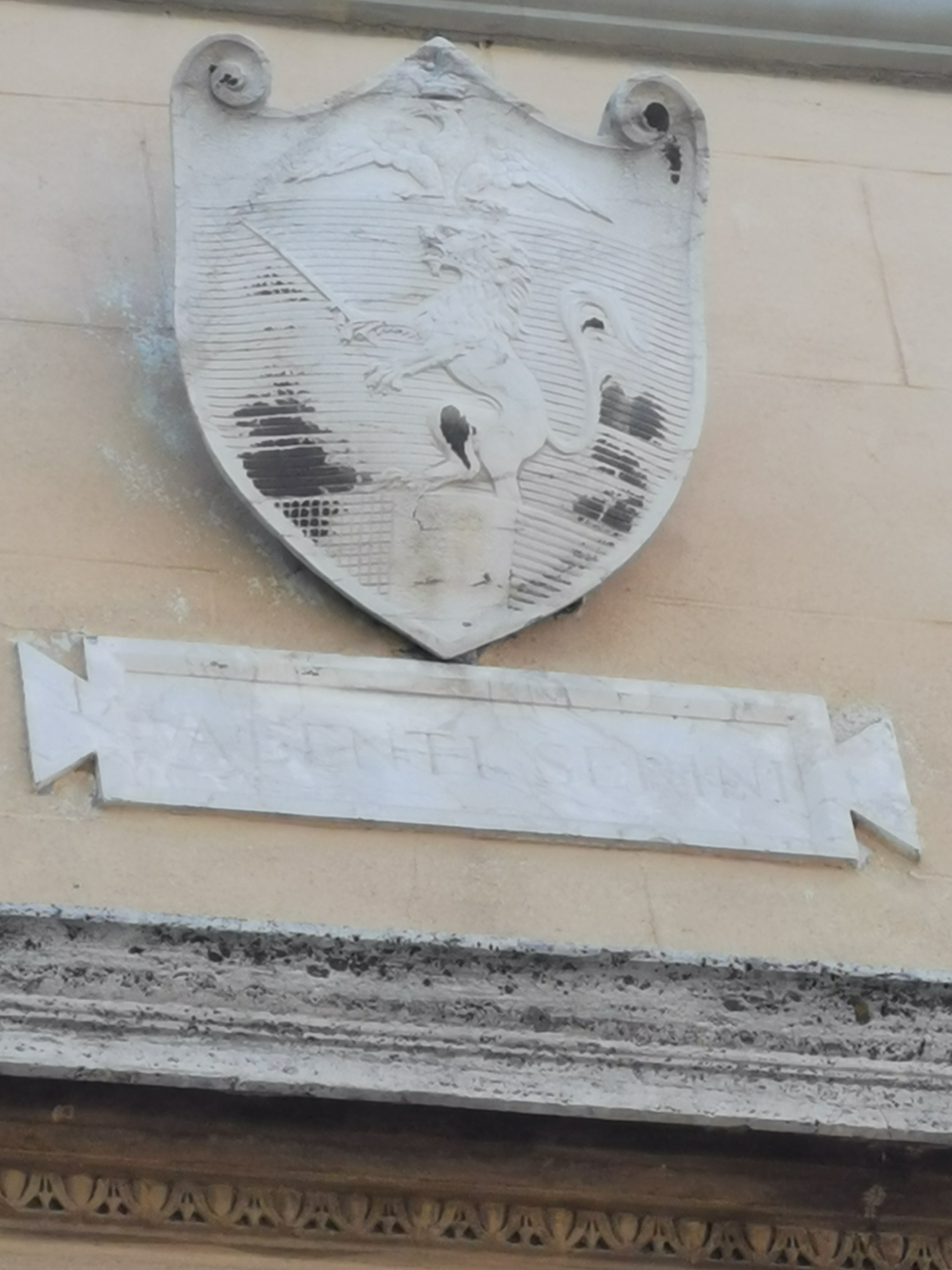
Stemma Valenti Serini - Siena La Lizza

Nato a Castelnuovo Berardenga da Vittorio Valenti Serini e Adelaide Montigiani, ricca famiglia di possidenti terrieri, si sposò con Teresa figlia di Tito Sergardi, fratello di Tiberio Sergardi, senatore del Regno. Di professione avvocato, fu politicamente attivo nella vita amministrativa della città di Siena. Ricoprì le cariche di consigliere comunale e di assessore e fu eletto sindaco di Siena nel 1889, primo sindaco a essere eletto dal consiglio comunale anziché nominato per regio decreto.
Alle elezioni del 1895 venne eletto consigliere della Provincia di Siena nel comitato radicale-progressista della lista Unione Liberale Monarchica, per il primo mandamento di Siena, rimanendo in consiglio provinciale fino al 1902; nello stesso mandato fu anche deputato supplente alla Deputazione provinciale, mentre dal 1899 al 1901 ebbe l'incarico di membro supplente della commissione per il conferimento di generi di privative.
Dal 1910 al 1912, fu sindaco di Castelnuovo Berardenga.
Dal 1884 al 1887 fu membro della Deputazione del Monte dei Paschi di Siena. Fu priore della Contrada della Torre nel periodo 1894-1898, e primo presidente dell'Associazione pubblica assistenza di Siena dal 1893 al 1901. Fu membro della Reale Accademia dei Rozzi, della quale ricoprì la carica di "arcirozzo".  Morì a Siena il 5 marzo 1912.